# Scorpione (personaggio)
Scorpione (in inglese Scorpion) è il nome di due personaggi dei fumetti Marvel Comics.
- MacDonald "Mac" Gargan, il primo Scorpione, è stato creato dallo sceneggiatore Stan Lee e dal disegnatore Steve Ditko. È uno dei primi nemici dell'Uomo Ragno e ha esordito sulle pagine di Amazing Spider-Man n. 20 nel 1965. Inizialmente Gargan era noto come Scorpione, ma successivamente si è fuso con il simbionte di Venom e ha abbandonato questa identità diventando il nuovo Venom.
- Carmilla Black è il secondo Scorpione, creato dallo sceneggiatore Fred Van Lente e dal disegnatore Leonard Kirk. Usa il nome in codice Scorpione, ma, a parte questo, non ha nessun legame con lo Scorpione originale. In Italia appare per la prima volta nella saga World War Hulk, la prima storia a lei interamente dedicata appare in Amazing Fantasy (vol. 2) n. 7.

## Biografia dei personaggi

### Scorpione I (MacDonald "Mac" Gargan)
Mac Gargan era un Investigatore privato inizialmente assunto da J. Jonah Jameson per scoprire come Peter Parker fosse in grado di ottenere incredibili foto dell'Uomo Ragno in azione. Gli sforzi di Gargan innescano il senso di ragno di Peter e il ragazzo sfuggì facilmente al detective. Jameson decise quindi di assumere Gargan come oggetto di un processo appena testato che lo doterebbe delle caratteristiche utili di un particolare animale con l'aiuto del dottor Farley Stillwell. Il dottor Stillwell lo equipaggiò anche con una coda meccanica simile a una mazza. In questo caso, uno scorpione fu la base della creazione di un potente agente in grado di sconfiggere l'Uomo Ragno in quanto lo scorpione è un predatore naturale del ragno. Lo Scorpione si rivelò più che una partita per Spider-Man, sconfiggendolo due volte, ma il trattamento mutageno colpì seriamente la mente di Gargan, facendolo impazzire mentre gli istinti predatori dello scorpione presero il sopravvento. Si rivolse prontamente al suo benefattore ma Spider-Man intervenne e alla fine sconfisse lo Scorpione nella loro terza battaglia. Lo Scorpione diventò un supercriminale e tornò a dedicarsi a una vendetta contro Spider-Man e Jameson, solo per essere sconfitto di nuovo.
Così, ogni volta che fugge dal carcere si dirige subito da Jameson, anche se viene sempre fermato dall'Uomo Ragno. Negli anni si è spesso unito ad organizzazioni criminali, come i Sinistri Sei, per sconfiggere Spidey, suo unico ostacolo per uccidere Jameson. Scorpione fece parte del Sinistro Sindacato con lo scopo di vendicarsi dell'Uomo Ragno ma venne nuovamente fermato.
Ci fu un'unica occasione in cui tentò seriamente di redimersi ma venne massacrato dall'Uomo Ragno, in pieno esaurimento nervoso, e da allora abbandonò l'idea. Tra le tante battaglie di Scorpione è impossibile dimenticare quella in cui tese un agguato a Jameson nei boschi di New York e affrontò l'Uomo Ragno. Andò vicino alla vittoria, ma fu sconfitto da un branco di orsi selvaggi.

#### Nel Regno dei Morti
In questa vicenda, Mac Gargan rapì Zia May per ordine di Green Goblin. Si unì al simbionte di Venom, dopo che esso fu messo all'asta da Eddie Brock, diventando così il terzo Venom. Unitosi ai Sinistri Dodici, venne però sconfitto da Spider-Man, aiutato dai Vendicatori e da Black Cat.

### Scorpione II (Carmilla Black)
Scorpione II (Scorpion), il cui vero nome è Carmilla Black (nata col nome di Thasanee Rappaccini), è un personaggio dei fumetti statunitensi, pubblicati da Marvel Comics, è apparsa in Amazing Fantasy (Vol. 2) n. 7. È la figlia di Monica Rappaccini.
Di lei si conosce poco. Il suo vero nome sarebbe Thasanee Rappaccini, datole dalla madre biologica, mentre il nome che preferisce usare è quello datole dai genitori adottivi. La madre biologica è Monica Rappaccini, biochimica dell'A.I.M..
Da bambina è stata geneticamente modificata per essere resa immune ad armi batteriologiche, nucleari e anche al simbionte Venom. Durante l'adolescenza ha sviluppato una sorta di pungiglione energetico nel braccio sinistro, estraibile a piacimento. È entrata nello S.H.I.E.L.D. per combattere sua madre e l'A.I.M., prendendo il nome in codice appunto di Scorpione. Durante World War Hulk ha collaborato con Amadeus Cho.
Dopo aver lasciato lo S.H.I.E.L.D., Carmilla Black assume solo incarichi indipendenti. Sasha Kravinoff, moglie del defunto Kraven il cacciatore, l'assolda per rubare il costume originale dello Scorpione, ora in possesso di Hood, il quale l'ha ricevuto da Norman Osborn. Durante uno scontro, Carmilla Black punge Spider-Man, che perde temporaneamente i suoi poteri. Una volta riacquisiti i poteri, l'Uomo Ragno si allea con Carmilla e l'aiuta nella battaglia contro Hood.

### Civil War
Durante Civil War, Venom si schiera a favore dell'Atto di Registrazione introdotto dal governo e dallo S.H.I.E.L.D e viene arruolato nei Thunderbolts, un supergruppo con il compito di catturare gli eroi che non hanno aderito all'atto della registrazione e ha affrontato Capitan America durante la battaglia finale nel centro di Manhattan dalla quale però, lui e i suoi compagni, sono stati travolti da Namor e il suo esercito di atlantidei venendo quindi sconfitti. Mac rimane nei Thunderbolts anche dopo Civil War, ma la sua instabilità lo estranea spesso dal gruppo.

### Dark Reign: Oscuri Vendicatori
Dopo che ha ingerito un composto chimico che ha ridotto le dimensioni del simbionte e celato zanne e lingua, dandogli così un aspetto decisamente più umano, Mac Gargan è divenuto "l'Uomo Ragno" al servizio del governo nella nuova formazione dei Vendicatori agli ordini di Norman Osborn.

### Dopo Assedio
In seguito alla sconfitta e l'arresto di Norman Osborn ed i suoi Vendicatori Oscuri, Gargan venne separato dal simbionte, tuttavia, dal momento che questo era divenuto praticamente il suo supporto vitale egli rischiò di morire. Alistair Smythe, alla ricerca di un alleato, lo fece evadere di prigione e costruì per lui una nuova tuta da Scorpione, da questo momento in poi Gargan ritorna ufficialmente a rivestire i panni del suo vecchio alter ego.

### Desiderio di morte
Quando Otto Octavius ha scambiato il suo corpo con quello di Spider-Man, Peter ha utilizzato un Octobot per inviare un messaggio agli alleati di Ock perché lo aiutassero a fuggire dal Raft.
Lo Scorpione, rispose alla chiamata con Hydro-Man e il Trapster. Grazie a loro Peter fece irruzione nella Stark Tower per farsi aiutare dai Vendicatori, in particolare da Tony Stark, ma "Spider-Man" tese loro una trappola.
Gargan tentò di nuovo di uccidere Jameson, che era nascosto lì con altri amici e parenti di Peter, ma Otto vedendo in un ricordo quanto Peter amava zia May, assalì lo Scorpione per proteggerla, rompendogli la mascella, l'unica parte non protetta del suo corpo.

### Senza via di fuga
Viene rivelato che Mac è sopravvissuto ed è stato messo nell'infermeria del Raft insieme a Boomerang e all'Avvoltoio. Durante il suo tentativo di evasione, Alistair Smythe li guarisce e potenzia affinché lo aiutino, ma lo Scorpione è sconfitto da Lizard (che ha ora la mente di Curt Connors). Successivamente Mac si scontrerà con Spiderman 2099.

## Poteri e abilità
Mac Gargan, nei panni dello Scorpione, ha ricevuto poteri sovrumani attraverso trattamenti chimici e radiologici, inclusa l'unione della sua genetica con il DNA di uno scorpione (in quanto un predatore del ragno), che ha prodotto effetti mutageni. Di conseguenza ha poteri di un aracnide simili a quelli di Spider-Man come forza, velocità, agilità, riflessi, resistenza e durata sovrumane, e può anche scalare i muri (può anche perforare i muri come un modo per arrampicarsi). Ha anche una presa eccezionalmente forte, che ricorda le tenaglie di uno scorpione. Indossa una tuta da battaglia per tutto il corpo composta da due strati di rete d'acciaio leggera separati da un sottile strato di gomma isolata. Oltre al suo fisico sovrumano, è tradizionalmente armato con una coda meccanica controllata ciberneticamente, con una struttura articolata in acciaio per utensili che può frustare. La coda è stata in passato dotata di armi a proiettili, solitamente un generatore elettrico, sebbene sia stata dotata anche di una punta sulla sommità, che può spruzzare un acido corrosivo, e di un proiettore d'energia al plasma a bassa densità. Lo Scorpione può usare la sua coda come una gamba in più, oppure può avvolgerla dietro di sé per saltare a una distanza sovrumana. Scorpion è sostanzialmente molto meno forte dell'Uomo Ragno, sebbene sia un combattente corpo a corpo molto abile.
Attualmente l'armatura non è in uso, dato che Mac possiede il simbionte alieno.
Prima di diventare lo Scorpione e il terzo Venom, MacDonald Gargan era un detective con alcune abilità investigative.
Quando ha acquisito il simbionte Venom, è diventato più forte, resistente e agile di prima, capace di sollevare circa 50 tonnellate. Il costume può anche generare la coda di quando era lo Scorpione. Nello stato di Venom, aderisce a qualunque tipo di superficie, può produrre ragnatele organiche illimitate, può creare tentacoli e non è rivelabile al senso di ragno di Spider-Man. Se ferito o arrabbiato riesce ad aumentare la sua massa e la sua forza fisica, al fine di combattere qualunque nemico a pari potenza. Grazie a uno speciale farmaco di Osborn, Venom ha assunto una forma più umana, simile a quella dell'Uomo Ragno. Come Spider-Man, è più agile e possiede tutti i poteri di quando era Venom, con eccezione degli artigli e delle zanne. In ogni caso, Gargan può trasformarsi da Spider-Man a Venom e viceversa a suo piacimento.
Come nuovo Scorpione, attualmente è in possesso di un'armatura cibernetica ancora più potente di prima. Ha una coda più potente e delle chele al posto delle braccia. Pare abbia un "senso dello scorpione", che lo avverte dai pericoli come il senso di ragno.

## Psicologia del personaggio
Il simbionte alieno provocava quasi paura in Mac Gargan e quando non lo usava, nausea e mal di pancia, proprio a causa del rifiuto che il simbionte aveva per lui. Inoltre, il simbionte alterava mentalmente Gargan, il quale mostrava spesso attacchi di cannibalismo. Nonostante ciò, si mostrava ancora legato al costume di Scorpione, tanto che quando venne a sapere di una criminale di nome Scorpione, tentò di ucciderla, poiché sentiva il titolo di "Scorpione" come suo. Come Venom, anche lui si riferiva a sé stesso come "Noi", invece di "Io", perché considerava se stesso sia come lui che come il simbionte. Tutti questi aspetti della sua personalità sembrano essere oramai scomparsi, dopo essere stato separato da Venom.

## Altre versioni

### Ultimate Scorpione
Lo Scorpione Ultimate è completamente diverso da quello classico: egli non è Mac Gargan, bensì un clone di Peter Parker. In seguito allo scontro con l'Uomo Ragno in un centro commerciale, viene messo in animazione sospesa dai Fantastici Quattro. Ha una coda da scorpione innestata nella spina dorsale. Il suo DNA corrisponde al 94% a quello di Parker. Più tardi verrà preso sotto custodia di Nick Fury.

### Scorpione 2099
Kron Stone è un ragazzino viziato, figlio di uno degli uomini più ricchi del 2099: è abituato a uscire dai guai grazie a una telefonata al padre. Ma quando si mette a giocare con uno degli esperimenti della Alchemax (uno scorpione per l'appunto) si tramuta in un mostro umanoide con una coda e delle chele abnormi, pronto a seminare il caos in Nueva York e a uccidere Spider-Man.
Lo Scorpione 2099 compare come boss in Spider-Man: Shattered Dimensions nella dimensione 2099. Questa versione è decisamente più forte di quella normale, infatti possiede una forza che si potrebbe considerare ai livelli di Rhino. Inoltre la sua forza combinata con la capacità di fare grandissimi salti alla Hulk lo rende molto temibile, e come se non bastasse è anche in grado di urlare così tanto da far perdere i sensi e creare uova esplosive con i raggi laser che escono dalla sua coda. Il frammento della Tavola Dimensionale del Tempo e dello Spazio inoltre gli ha anche permesso di creare dei suoi simili (che si potrebbero anche definire suoi figli) che però sono più piccoli e più deboli. Nel gioco già citato sopra aveva rubato il pezzo della tavola perché poi la Dottoressa Octopus di questa dimensione gli aveva promesso che lo avrebbe fatto ritornare normale, e naturalmente li aveva accettato, anche perché lui si è sempre ritenuto un pericolo per se stesso e per gli altri dopo la trasformazione.

## Altri media

### Televisione
- Nella serie animata Spider-Man - L'Uomo Ragno è molto più imponente fisicamente della versione cartacea e dopo l'esperimento ha assunto tratti più marcati da scorpione.
- Il personaggio appare brevemente in cameo nell'ultimo episodio della serie animata The Spectacular Spider-Man.
- Lo Scorpione è apparso anche nelle altre serie animate Ultimate Spider-Man e Spider-Man.

### Cinema
- L'Ultimate Scorpion appare nel film d'animazione Spider-Man - Un nuovo universo (2018).

### Marvel Cinematic Universe
- Mac Gargan appare per la prima volta nel Marvel Cinematic Universe in una scena durante i titoli di coda del sedicesimo film Spider-Man: Homecoming (2017), interpretato da Michael Mando.[2] Il personaggio è un acquirente di Adrian Toomes (Avvoltoio). Stando all'FBI, ha una lunga fedina penale, incluso omicidio. Tenta di acquistare delle armi da Toomes a bordo del traghetto per Staten Island, ma l'affare va a monte a causa dell'incursione di Spider-Man, il quale riesce a catturare Gargan dopo che quest'ultimo viene ferito gravemente da Toomes. In seguito, quando i due si incontrano in prigione, Gargan, orribilmente sfregiato al volto, chiede a Toomes di rivelargli l'identità di Spider-Man, dato che lo ritiene responsabile di ciò che gli è capitato e in modo tale che i suoi complici possano vendicarlo. Toomes tuttavia nega di saperlo, pur essendo a conoscenza dell'informazione, avendo sviluppato un minimo di rispetto per il giovane supereroe, lasciandolo visibilmente deluso.
- Il personaggio fa anche una fugace apparizione verso lo scontro finale del ventisettesimo film dell'MCU Spider-Man: No Way Home (2021): quando il Dottor Strange tenta di chiudere le barriere del Multiverso, nel cielo appaiono le sagome di personaggi da altri universi, tra cui quella dello Scorpione, causata per colpa del Goblin con la sua bomba zucca.
- Una variante alternativa dello Scorpione appare nella terza serie animata dell'MCU su Disney+ Il vostro amichevole Spider-Man di quartiere (2025), doppiato da Jonathan Medina.
- Michael Mando torna a vestire nei panni di Mac Gargan nel film Spider-Man: Brand New Day (2026), dove qui diventerà il supercriminale Scorpione.

### Videogiochi
- Appare come nemico in alcuni videogiochi sull'Uomo Ragno e nel videogioco Marvel: La Grande Alleanza: appare in quest'ultimo per ben tre volte, sull'Helicarrier, ad Asgard e nel disco di simulazione dell'Uomo Ragno. Appare anche nel videogioco The Amazing Spider-Man come un ibrido fuggito dai laboratori Oscorp. Qui è uno Scorpione nero mutato con DNA umano e una misteriosa melma nera. In questo gioco il suo creatore è il dottor Otto Octavius. Lo si potrà affrontare nel livello Oscorp Tower (Fase Due) e a Manhattan.
- Scorpion compare nel videogioco Spider-Man per PlayStation 4, in cui viene fatto evadere di prigione dal Dottor Octopus, con la promessa di vedersi liberato da tutti i suoi debiti. Nel corso della storia si dimostrerà il membro più sadico dei Sinistri Sei nei confronti di Spider-Man, prima colpendolo alle spalle col suo pungiglione e iniettandogli il suo veleno allucinogeno, che gli provoca visioni spaventose e angoscianti, poi combattendoci in uno scontro all'ultimo sangue facendo squadra con Rhino.
- Il personaggio ricompare anche nel sequel Spider-Man 2 per PlayStation 5. Qui finisce nel mirino di Kraven e della sua squadra di cacciatori, che lo catturano durante il suo trasferimento dalla prigione del Raft. Scorpion verrà in seguito ucciso, tramite il suo stesso pungiglione, proprio da Kraven.